# كلير ماغيري
كلير ماغيري (بالإنجليزية: Clare Maguire)‏ هي مغنية مؤلفة ومغنية بريطانية، ولدت في 15 سبتمبر 1987 في برمنغهام في المملكة المتحدة.

## وصلات خارجية
- الموقع الرسمي
- كلير ماغيري على موقع ميوزك برينز (الإنجليزية)
- كلير ماغيري على موقع ديسكوغز (الإنجليزية)